# Javania fusca
Javania fusca är en korallart som först beskrevs av Vaughan 1907.  Javania fusca ingår i släktet Javania och familjen Flabellidae. Inga underarter finns listade i Catalogue of Life.